# Darmstadt-Eberstadt
Eberstadt (im lokalen Dialekt: Ewwerscht) ist ein Stadtteil der südhessischen kreisfreien Stadt Darmstadt, der im Süden der Stadt liegt und zusammen mit Arheilgen im Jahr 1937 eingemeindet wurde.

## Geographie

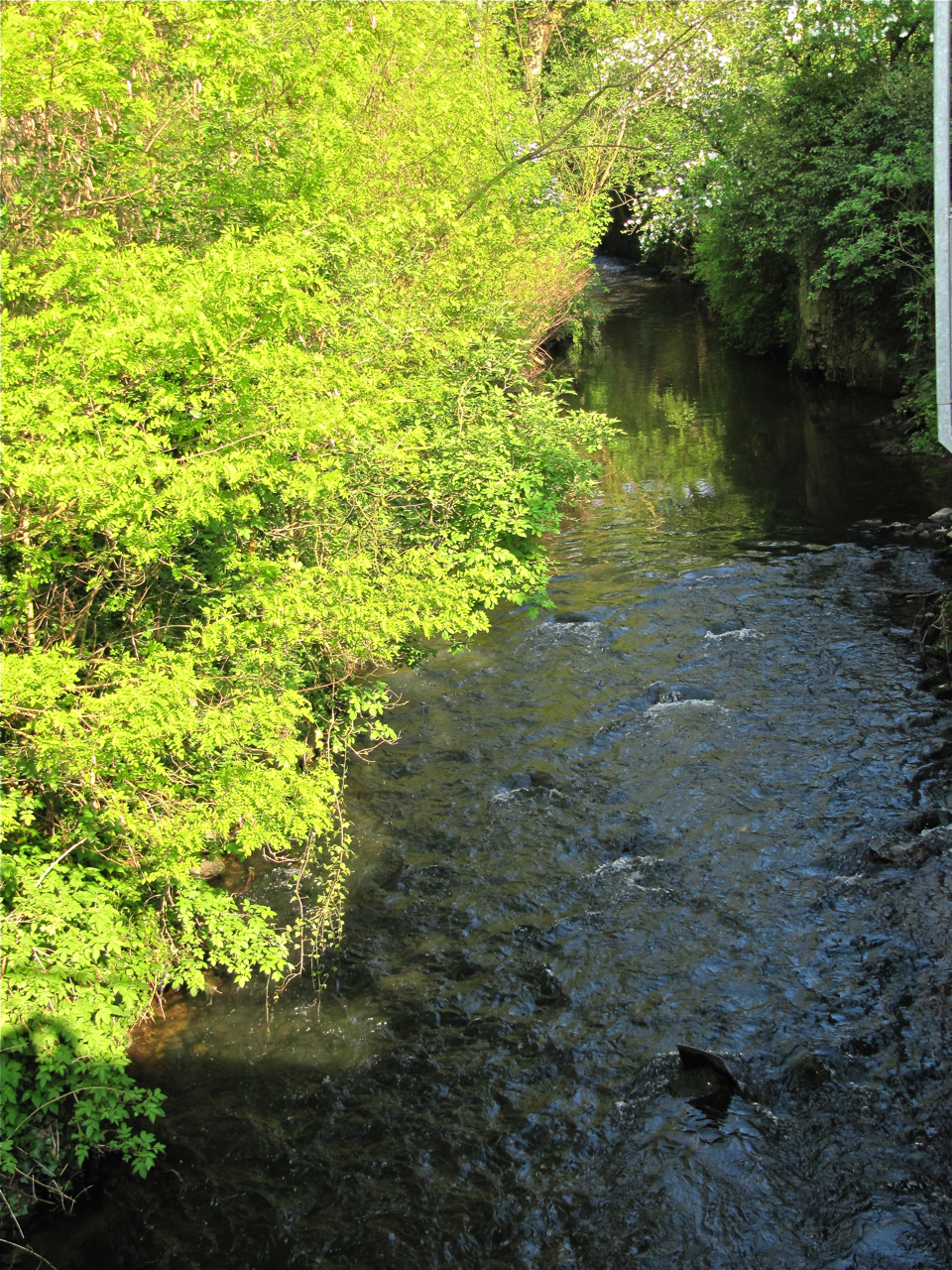
Die Modau an der Kaisermühle (2010)

Eberstadt liegt am östlichen Rand der Oberrheinischen Tiefebene, am Kreuzungspunkt der Bergstraße mit der aus dem Odenwald heraustretenden Modau. Dieser Fluss nimmt bei Eberstadt den Beerbach, den Rabenfloß und den Hetterbach auf. Südlich der Modau wird das Ortsgebiet von Binnendünen durchzogen (Pfungstädter Düne und Düne am Ulvenberg), die im Osten auf den Granit des Odenwalds stoßen. Im Nordosten läuft der Odenwald als Hügelland aus. Westlich von Eberstadt erstreckt sich der Westwald.
Eberstadt grenzt im Nordosten an den Stadtteil Bessungen, im Osten an die Gemeinde Mühltal, im Süden an die Gemeinde Seeheim-Jugenheim, im Westen an die Stadt Pfungstadt und im Nordwesten an die Heimstättensiedlung im Stadtteil Darmstadt-West.

## Geschichte

### Ortsgeschichte
Eberstadt war zur Zeit Karls des Großen eine kleine Einzelhofsiedlung südlich der Modau, am Kreuzungspunkt zweier Handelswege. Bereits die Römerstraße von Ladenburg nach Seligenstadt führte hier vorbei. Die erste urkundliche Erwähnung, in der ein gewisser Walther und seine Gemahlin Williswind dem Kloster Lorsch ihre Güter übereigneten, datiert vom 1. September 782. Vielleicht war jener fränkische Edle auch der Stifter der einstigen Laurentiuskirche, die baulich mehrfach verändert, noch heute als Dreifaltigkeitskirche auf einer der Sanddünen steht.
Im 13. Jahrhundert kam Eberstadt an die Herren von Frankenstein. Es blieb über 400 Jahre in deren Besitz. Die Frankensteiner, deren Burg 1252 erstmals erwähnt wird, waren die Orts-, Gerichts- und Kirchenherren. Sie hatten ihre Grablege in der alten Kirche, wo noch heute Grabsteine, Wappen und Inschriften an sie erinnern. Die zähen Bemühungen der Landgrafen von Hessen-Darmstadt, die vor ihrer Residenz liegende kleine Herrschaft zu erwerben, waren 1661 erfolgreich. Die Frankensteiner verkauften ihren Besitz und zogen nach Mittelfranken.
Im Dreißigjährigen Krieg brannten schwedische Truppen 1635 fast das ganze Dorf ab. Viele der Einwohner, die sich ins befestigte Darmstadt retten konnten, starben dort an der Pest. Über 40 Jahre dauerte der Wiederaufbau.
Im 18. Jahrhundert verbesserte sich die soziale Lage der Einwohner Eberstadts. Der lebhafte Reiseverkehr durch den Ort ließ Handel und Gewerbe aufblühen, und längs der Hauptstraße entstanden viele große Gasthöfe. Goethe kehrte im Gasthaus „Zum Ochsen“ ein und begann dort sein Tagebuch mit den Worten: „Eberstadt, den 30.10.1775. Hier läge denn der Grundstein meines Tagbuches“.
Die Statistisch-topographisch-historische Beschreibung des Großherzogthums Hessen berichtet 1829 über Eberstadt:

„Eberstadt (L. Bez. Bensheim) Marktflecken; liegt an dem Modaubach, so wie an der von Darmstadt durch die Bergstraße ziehenden Chaussee, 3 1⁄2 St, von Bensheim und 2 St. von Darmstadt. Der Ort hat 203 Häuser und 1792 Einw., die bis auf 31 Kath., 4 Reform. und 66 Juden lutherisch sind. Unter den Einwohnern sind 67 Bauern, 83 Handwerker, 8 Händler und 60 Taglöhner. Man findet eine Kirche mit Grabsteinen der Herrn von Frankenstein, ein Rathhaus, in welchem die zweite Schule ist, eine neu angelegte Wollenmanufaktur, in welcher mehrere Sorten weiße Wollwaaren, Schwoneboy, feine Flanelle, Espangolets, Bett- und Pferdedecken verfertigt werden. Mit dieser Manufaktur sind mehrere Maschinenspinnereien verbunden. Auch hat Eberstadt noch 11 Mühlen. Die Einwohner nähren sich stark mit dem Mühlengewerbe, dem Handel mit Mehl, geschälter Gerste und geschältem Hirsen. Es wird hier vieles und sehr vorzügliches Bier, darunter eine Art Porterbier gebraut, und das Brandweinbrennen lebhaft betrieben. Bekannt ist das sogenannte Eberstädter Wasser. – Eberstadt kommt schon im 9, Jahrhundert, sowie in einer Urkunde von 1002 unter dem Namen Herbestat vor. Der Ort gehörte den Herrn von Frankenstein, die ihre Burg in der Nähe hatten. Die Hälfte des Orts war von den Herrn von Frankenstein an die Herrn von Schönburg gekommen, und Em. Mar. Wilhelm von Schönburg verkaufte 1661 diese Hälfte an Landgrafen Georg II., nebst vielen zerstreuten Zinsen, um 2.000 fl. und 1662 veräußerten die Frankensteiner die andere Hälfte nebst dem Patronate an Landgrafen Ludwig VI. In der Nähe des Orts stand früher eine Glashütte.“

Im 19. Jahrhundert verhalfen die neue Bahnstrecke Frankfurt am Main–Heidelberg und die beginnende Industrialisierung Eberstadt zu weiterer Entwicklung. Die Einwohnerzahl nahm stark zu, und es regte sich ein vielfältiges Vereinsleben. Das 1847 erbaute Rathaus zeugt noch heute von dem Selbstbewusstsein der aufstrebenden Gemeinde.
Nach 1900 zählte Eberstadt gut 6000 Einwohner und hatte sich im Norden mit einer Villenkolonie bis zur Gemarkungsgrenze Darmstadts ausgedehnt. Eine schmalspurige Vorortbahn verband beide Orte. Es entstanden ein eigenes Wasser-, Gas- und Elektrizitätswerk, eine Volksbibliothek, ein Volksbad, eine neue Friedhofshalle und zwei neue Schulen. Weitere Industrie, darunter sechs Brauereien, siedelte sich an, und die Straßenbeleuchtung wurde eingeführt. 1914 wurde die Vorortbahn elektrifiziert und als Straßenbahn betrieben. Diese konnte erst 1936 als Überlandbahn bis Seeheim und Jugenheim verlängert werden.
Am 1. April 1937 wurde die bis dahin selbstständige Gemeinde ein Teil von Darmstadt.

### Verwaltungsgeschichte im Überblick
Die folgende Liste zeigt die Staaten und Verwaltungseinheiten, denen Eberstadt angehört(e):
- vor 1662: Heiliges Römisches Reich; Kurmainzer Lehen (der Herren von Frankenstein und Grafen zu Schönburg auf Wesel je zur Hälfte)
- ab 1662: Heiliges Römisches Reich, Landgrafschaft Hessen-Darmstadt, Zent Pfungstadt
- ab 1787: Heiliges Römisches Reich, Landgrafschaft Hessen-Darmstadt, Oberamt Darmstadt, Amt Pfungstadt
- ab 1803: Heiliges Römisches Reich, Landgrafschaft Hessen-Darmstadt, Fürstentum Starkenburg, Amt Pfungstadt
- ab 1806: Großherzogtum Hessen,[Anm. 2] Fürstentum Starkenburg, Amt Pfungstadt[8]
- ab 1815: Großherzogtum Hessen[Anm. 3], Provinz Starkenburg, Amt Pfungstadt
- ab 1821: Großherzogtum Hessen, Provinz Starkenburg, Landratsbezirk Bensheim[Anm. 4]
- ab 1832: Großherzogtum Hessen, Provinz Starkenburg, Kreis Bensheim
- ab 1848: Großherzogtum Hessen, Regierungsbezirk Heppenheim
- ab 1852: Großherzogtum Hessen, Provinz Starkenburg, Kreis Darmstadt
- ab 1871: Deutsches Reich,[Anm. 5] Großherzogtum Hessen, Provinz Starkenburg, Kreis Darmstadt
- ab 1918: Deutsches Reich (Weimarer Republik), Volksstaat Hessen, Provinz Starkenburg, Kreis Darmstadt
- ab 1937: Deutsches Reich, Volksstaat Hessen, Provinz Starkenburg, Kreis Darmstadt, Stadt Darmstadt[Anm. 6]

### Gerichte
Eberstadt gehörte zur Zent Pfungstadt, dessen Aufgaben ab etwa 1800 durch das Amt Pfungstadt mit wahrgenommen wurden. In der Landgrafschaft Hessen-Darmstadt wurde mit Ausführungsverordnung vom 9. Dezember 1803 das Gerichtswesen neu organisiert. Für das Fürstentum Starkenburg wurde das „Hofgericht Darmstadt“ eingerichtet. Es war für normale bürgerliche Streitsachen Gericht der zweiten Instanz, für standesherrliche Familienrechtssachen und Kriminalfälle die erste Instanz. Übergeordnet war das Oberappellationsgericht Darmstadt. Die Rechtsprechung der ersten Instanz wurde in Eberstadt durch das Amt vorgenommen. Damit war für Eberstadt das Amt Pfungstadt zuständig. Die Zentgerichte hatten damit ihre Funktion verloren.
Mit Bildung der Landgerichte im Großherzogtum Hessen war ab 1821 das Landgericht Zwingenberg das Gericht erster Instanz. Die zweite Instanz war das Hofgericht Darmstadt.
Es folgten:
- 1853: Landgericht Darmstadt; zweite Instanz: Hofgericht Darmstadt
- 1879: Amtsgericht Darmstadt II; zweite Instanz: Landgericht Darmstadt
- 1932: Amtsgericht Darmstadt; zweite Instanz: Landgericht Darmstadt

## Bevölkerung

### Einwohnerstruktur 2011
Nach den Erhebungen des Zensus 2011 lebten am Stichtag dem 9. Mai 2011 in Eberstadt 22.077 Einwohner. Darunter waren 2.637 (11,9 %) Ausländer. Nach dem Lebensalter waren 3.867 Einwohner unter 18 Jahren, 9.093 zwischen 18 und 49, 4.323 zwischen 50 und 64 und 4.794 Einwohner waren älter. Die Einwohner lebten in 10.218 Haushalten. Davon waren 3.906 Singlehaushalte, 2.637 Paare ohne Kinder und 2.400 Paare mit Kindern, sowie 915 Alleinerziehende und 360 Wohngemeinschaften. In 2.358 Haushalten lebten ausschließlich Senioren und in 6.858 Haushaltungen lebten keine Senioren.

### Einwohnerentwicklung
| • 1629: | 0144 Hausgesesse           |
| • 1730: | 0832 Einwohner             |
| • 1791: | 0960 Einwohner             |
| • 1800: | 0960 Einwohner             |
| • 1806: | 1367 Einwohner, 190 Häuser |
| • 1829: | 1729 Einwohner, 203 Häuser |
| • 1867: | 2703 Einwohner, 321 Häuser |
| • 2011: | 22.077 Einwohner           |

| Eberstadt: Einwohnerzahlen von 1781 bis 1925 | Eberstadt: Einwohnerzahlen von 1781 bis 1925 | Eberstadt: Einwohnerzahlen von 1781 bis 1925 | Eberstadt: Einwohnerzahlen von 1781 bis 1925 | Eberstadt: Einwohnerzahlen von 1781 bis 1925 |
| --- | -------------------------------------------- | -------------------------------------------- | -------------------------------------------- | -------------------------------------------- |
| Jahr |                                              |                                              |                                              | Einwohner                                    |
| 1781 | 1781                                         |                                              | 960                                          | 960                                          |
| 1800 | 1800                                         |                                              | 960                                          | 960                                          |
| 1806 | 1806                                         |                                              | 1.367                                        | 1.367                                        |
| 1829 | 1829                                         |                                              | 1.729                                        | 1.729                                        |
| 1834 | 1834                                         |                                              | 1.940                                        | 1.940                                        |
| 1840 | 1840                                         |                                              | 2.078                                        | 2.078                                        |
| 1846 | 1846                                         |                                              | 2.390                                        | 2.390                                        |
| 1852 | 1852                                         |                                              | 2.443                                        | 2.443                                        |
| 1858 | 1858                                         |                                              | 2.498                                        | 2.498                                        |
| 1864 | 1864                                         |                                              | 2.577                                        | 2.577                                        |
| 1871 | 1871                                         |                                              | 2.861                                        | 2.861                                        |
| 1875 | 1875                                         |                                              | 3.116                                        | 3.116                                        |
| 1885 | 1885                                         |                                              | 3.689                                        | 3.689                                        |
| 1895 | 1895                                         |                                              | 4.338                                        | 4.338                                        |
| 1905 | 1905                                         |                                              | 6.386                                        | 6.386                                        |
| 1910 | 1910                                         |                                              | 7.442                                        | 7.442                                        |
| 1925 | 1925                                         |                                              | 8.097                                        | 8.097                                        |
| Datenquelle: Historisches Gemeindeverzeichnis für Hessen: Die Bevölkerung der Gemeinden 1834 bis 1967. Wiesbaden: Hessisches Statistisches Landesamt, 1968. Weitere Quellen: |                                              |                                              |                                              |                                              |

## Wappen
Das im örtlichen Vereinswesen und in der Heimatpflege noch verwendete Eberstädter Wappen geht zurück auf das Siegel des früheren Ortsgerichts. Dieses von den Herren von Frankenstein eingesetzte Gericht unter Leitung eines Schultheißen war zuständig für die niedere Gerichtsbarkeit wie auch für die Beglaubigung aller Rechtsgeschäfte der Dorfbewohner. Der älteste Beleg dieses Siegels stammt vom Oktober 1617 und zeigt einen Eber mit drei Eicheln.
Nach dieser Vorlage wurde 1972 das heute gebräuchliche Wappen nach heraldischen Regeln gestaltet. Es zeigt einen Eber im oberen Feld und Eicheln im unteren. Die obere Hälfte des Wappenschildes ist gelb, die untere schwarz, der Eber dunkelrot, seine Hauer sind weiß. Mit der Farbgebung Rot und Gold soll auf die Farben der Herren von Frankenstein hingewiesen werden.
Wann das Siegel zum ersten Mal aufkam, ist unbekannt. Es ist durchaus möglich, dass sich noch ältere Siegelabdrucke als der von 1617 finden lassen. Das Wappentier jedenfalls lässt sich leicht aus dem Ortsnamen erklären. Der Name Eberstadt wiederum kann möglicherweise auf einen Namen zurückgeführt werden, vermutlich den desjenigen fränkischen Adligen, der im 7. oder frühen 8. Jahrhundert die Siedlung gründete.

## Kultur und Sehenswürdigkeiten

### Regelmäßige Veranstaltungen
- August: Kerb
- Oktober: Kelterfest[13]
- Oktober: Grenzgang[14]
- November/Dezember: Weihnachtsmarkt
- Meist im Juni in ungeraden Jahren Straßenfest am Lämmchesberg

### Eberstadt als Namensgeber
Nach dem Stadtteil Darmstadt-Eberstadt ist der Asteroid (425442) Eberstadt benannt, der 2010 am Observatorium Bergen-Enkheim entdeckt wurde.

### Bauwerke

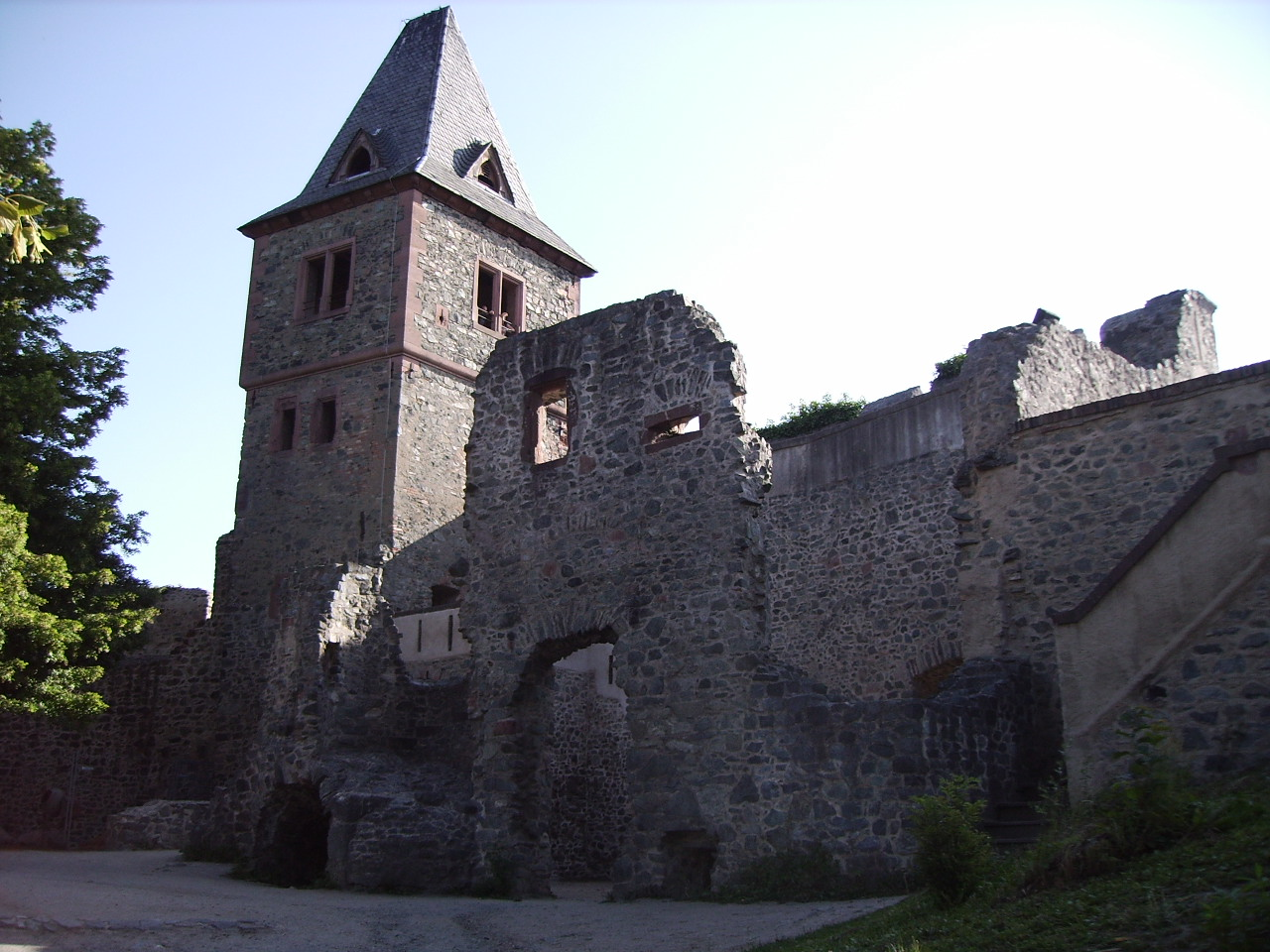
Wohnturm und Gebäuderuinen im Inneren der Burg Frankenstein

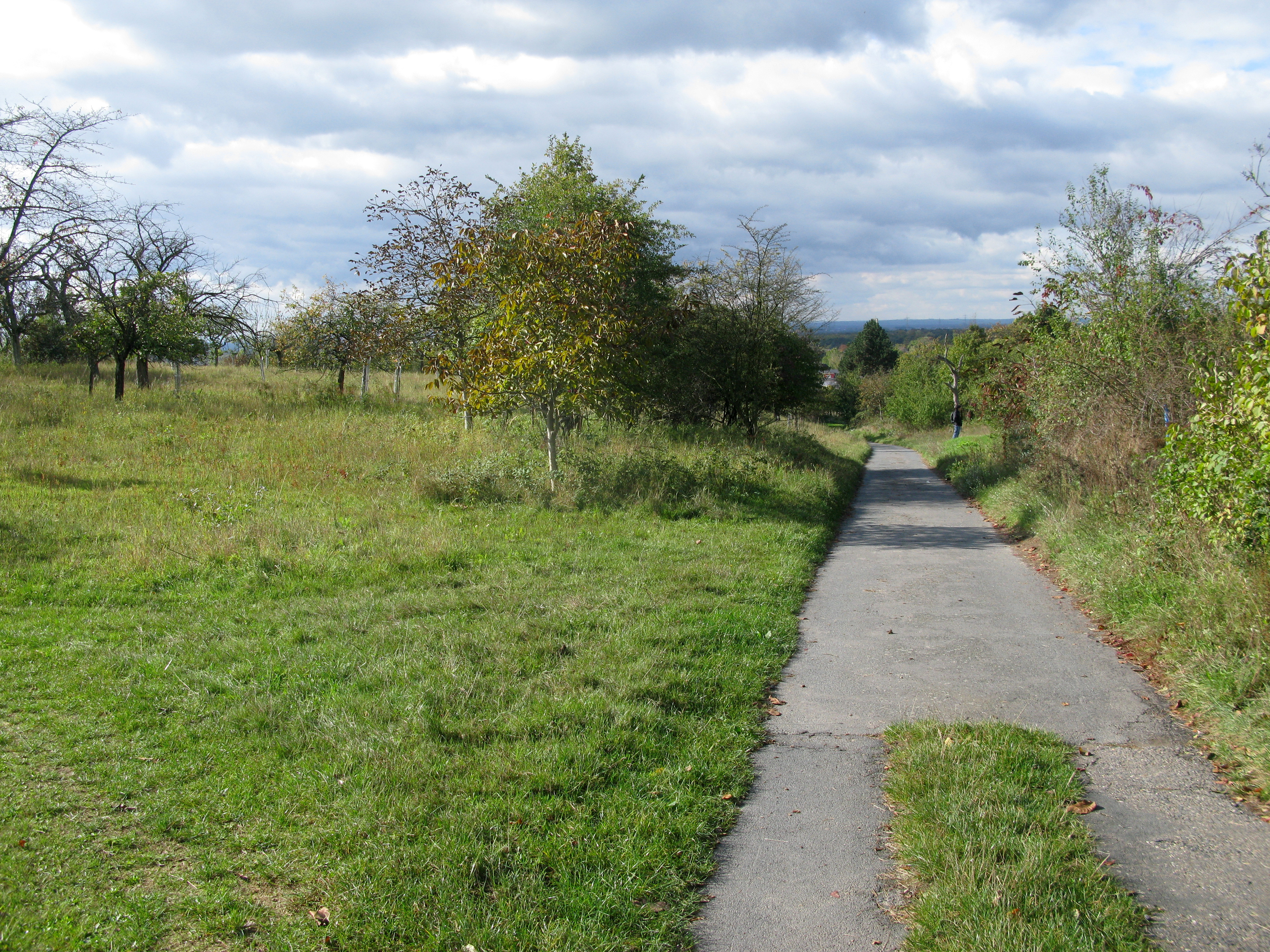
Streuobstwiesen nahe dem Prinzenberg

Auf dem Frankensteinmassiv südöstlich von Eberstadt liegt, allerdings auf Mühltaler Gemarkung, in Nieder-Beerbach, die Burg Frankenstein aus dem 13. Jahrhundert, die 1662 von der Herrschaft von Hessen-Darmstadt erworben wurde.

### Kirchen und Kapellen
- Adventgemeinde Darmstadt Marienhöhe
- Christuskirche
- Evangelische Dreifaltigkeitskirche
- Gemeindezentrum Eberstadt-Süd
- Hl. Nikolaos
- Jesu-Ruf-Kapelle (Evangelische Marienschwesternschaft Darmstadt)
- Petrus-Canisius-Kirche
- Pfarrkirche St. Josef
- St. Georg

### Friedhof
- Eberstädter Friedhof

### Naturdenkmäler und Naturschutzgebiete
- Nordöstlich Eberstadts, am Fuße des Prinzenbergs, liegt das FFH-Gebiet Streuobstwiesen von Darmstadt-Eberstadt / Prinzenberg und Eichwäldchen mit Streuobstwiesen und teils altem Baumbestand, die Dünen im Südwesten stehen als Lebensraum wärmeliebender Arten, die sonst im Mittelmeergebiet vorkommen, teils unter Naturschutz.
- Brömster (Naturschutzgebiet)
- Düne am Ulvenberg (Naturschutzgebiet und FFH-Gebiet)
- Pfungstädter Düne (Naturdenkmal und FFH-Gebiet)
- Weißer Berg bei Darmstadt und Pfungstadt (FFH-Gebiet)
- Hickebick (Naturdenkmal)
- Kieferngruppe (Naturdenkmal)
- Lerchenberg und Kernesbellen (Naturschutzgebiet)

## Wirtschaft und Infrastruktur

### Bildung
Grundschulen/Primarstufe:
- Andersenschule[15]
- Ludwig-Schwamb-Schule[16]
- Wilhelm-Hauff-Schule[17]
- Frankenstein-Schule[18]
- Waldorfschule[19]

Schule für Lernhilfe:
- Mühltalschule

Kooperative Gesamtschule:
- Gutenbergschule

### Öffentliche Einrichtungen
Hier befindet sich neben einer Justizvollzugsanstalt seit 2018 auch die Abschiebungshafteinrichtung Darmstadt-Eberstadt.

### Verkehr

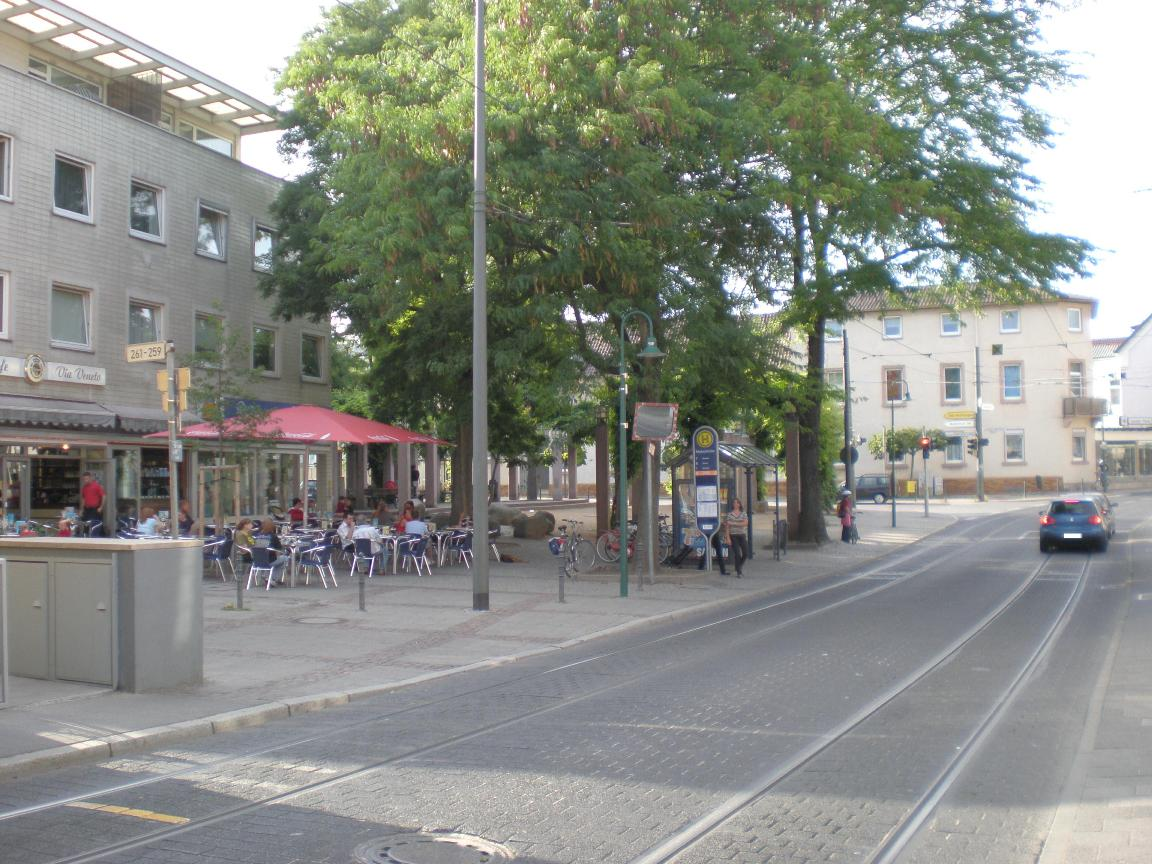
Haltestelle Modaubrücke

#### Eisenbahn
Der Stadtteil besitzt mit dem Bahnhof Darmstadt-Eberstadt ⊙ einen Bahnanschluss an der Bahnstrecke Frankfurt am Main–Heidelberg. Bis zum 15. Mai 1929 führte der Bahnhof die Bezeichnung Eberstadt (Krs. Darmstadt), anschließend: Eberstadt (Bergstr.). Zum 22. Mai 1937 wurde er erneut umbezeichnet, nun in Darmstadt-Eberstadt.
Es bestehen Verbindungen nach Heidelberg und Mannheim über Bensheim und nach Frankfurt über Darmstadt und Langen. Vom Gleis 3 zweigt auch die Pfungstadtbahn – eine kurze Stichstrecke nach Pfungstadt – ab, die 1955 für den Personenverkehr eingestellt (1997 folgte der Güterverkehr) und im Dezember 2011 als Verlängerung der Odenwaldbahn von Erbach nach Darmstadt wieder in Betrieb genommen wurde. Darmstadt-Eberstadt besaß einen Güterbahnhof mit Verladestationen, dessen Anlagen teilweise noch betriebsfähig sind. Das 1846 erbaute Stationsgebäude wurde im März 1966 abgerissen und durch eine schlichte Empfangshalle ersetzt.

#### Straßenbahn
Die Straßenbahnen in Richtung Norden fahren in die Darmstädter Innenstadt (Linien 6 bis 8) und zum Hauptbahnhof (Linie 1). Südwärts fahren die Linien 6 und 8 nach Seeheim-Jugenheim und Alsbach-Hähnlein. Diese Strecke wird als Überlandstraßenbahn betrieben. Innerhalb des Stadtteils und nach Pfungstadt, Mühltal und Mühltal-Nieder-Beerbach verkehren Linienbusse.

#### Straße
Eberstadt liegt am Kreuzungspunkt der B 3 mit der B 426. Beide Fernstraßen wurden aus dem Ort heraus und auf eine Umgehungsstraße verlegt. In diese mündet auch der Anschluss Darmstadt-Eberstadt (bis 2004: Pfungstadt) der A 5.

### Unternehmen

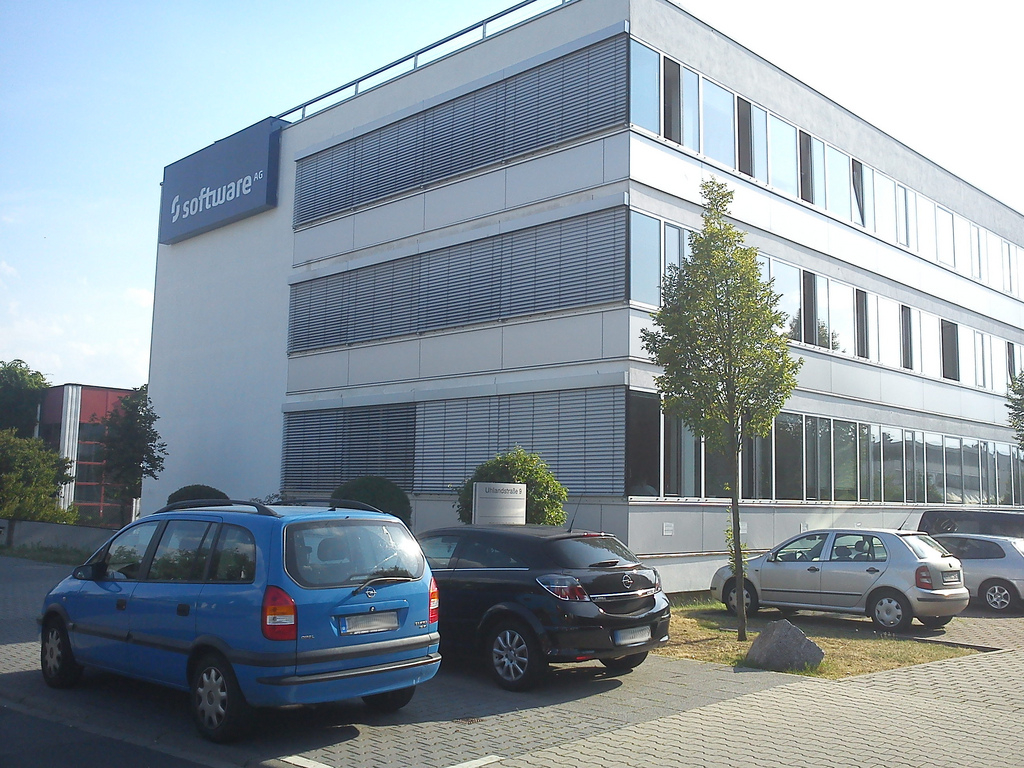
Software AG Konzernsitz (2010)

Die Unternehmen Software AG, Isra Vision und Kao Germany haben ihren Sitz in Darmstadt-Eberstadt.

## Persönlichkeiten
- Jakob Peter Simon (1795–1857), Bierbrauer und Politiker
- Simon Bamberger (1846–1926), deutsch-amerikanischer Unternehmer, der vierte Gouverneur Utahs
- Ludwig Hauß (1871–1941), Träger des Pour-le-Mèrite-Ordens
- Alfred Helberger (1871–1946), deutscher Maler
- Hermann Röder (1874–nach 1920), Brauereiunternehmer
- Otto Keller (1879–1947), hessischer Landtagsabgeordneter
- Johannes Gussmann (1881–1930), hessischer Landtagsabgeordneter
- Hans von der Au (1892–1955), Theologe und Volkskundler
- Fritz Kern (1903–1945), Politiker (NSDAP)
- Gustav Feick (1904–1983), Volkswirt und Politiker (SPD)
- Willem Grimm (1904–1986), Maler und Grafiker
- Robert Mayer (1911–2005), Tänzer, Choreograph und Ballettmeister
- Hans Erich Dotter (1920–2012), Gründer und Unternehmer der Firma Goldwell
- Hans-Jürgen Krupp (1933–2024), deutscher Ökonom sowie Politiker der SPD
- Kornelia Scholz (1953–1991), Malerin und Sängerin von Jawoll